# Sutton (Nuevo Hampshire)
Sutton es un pueblo ubicado en el condado de Merrimack en el estado estadounidense de Nuevo Hampshire. En el Censo de 2010 tenía una población de 1.837 habitantes y una densidad poblacional de 16,44 personas por km².

## Geografía
Sutton se encuentra ubicado en las coordenadas 43°20′15″N 71°56′1″O / 43.33750, -71.93361. Según la Oficina del Censo de los Estados Unidos, Sutton tiene una superficie total de 111.76 km², de la cual 109.73 km² corresponden a tierra firme y (1.81%) 2.02 km² es agua.

## Demografía
Según el censo de 2010, había 1.837 personas residiendo en Sutton. La densidad de población era de 16,44 hab./km². De los 1.837 habitantes, Sutton estaba compuesto por el 96.46% blancos, el 0.27% eran afroamericanos, el 0.27% eran amerindios, el 0.76% eran asiáticos, el 0.49% eran isleños del Pacífico, el 0.33% eran de otras razas y el 1.42% pertenecían a dos o más razas. Del total de la población el 1.14% eran hispanos o latinos de cualquier raza.